# 陈泰文

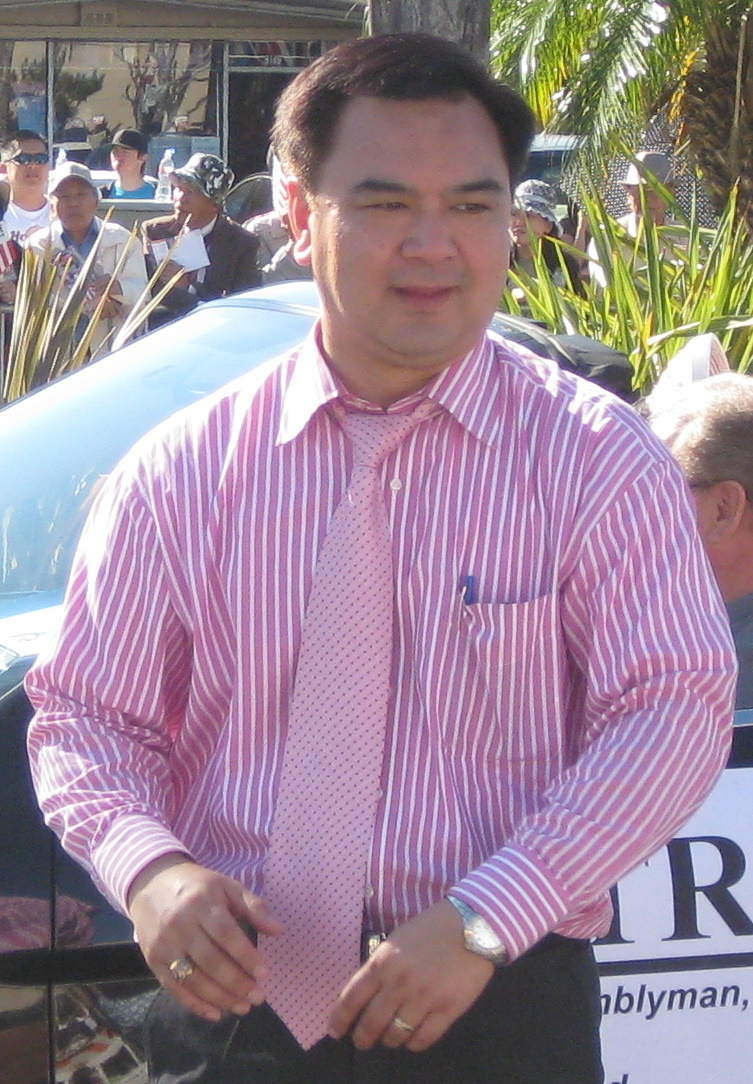
陈泰文

陳泰文（1964年10月19日—），美國政治人物、共和黨成員，2000年當選園林市市議員，2004年起為加州州議會眾議員，代表橙郡第68選區，與德克薩斯州的胡伯特·武同為最具影響力的美國越南裔。陳泰文比胡伯特早一個月就任議員，成為美國首名進入州立法機關的越南裔。

## 生平
他于越南西贡（今胡志明市）出生，在西贡沦陷前一星期，年仅十岁的陈与家人随美军撤离，抵达美国。他起初於密歇根州居住，在青年时迁往加州橙郡定居。
陈泰文先就读于加州大學爾灣分校，获得了政治科学的学士学位和公共管理的硕士学位。之后，他就读于哈姆莱大学并取得了法律学位。